# 鈴木里奈
鈴木 里奈（すずき りな 、1993年〈平成5年〉11月29日 - ）は、日本の気象キャスター。元ウェザーニューズ所属。愛称はりなっち。

## 来歴
- 神奈川県横浜市出身。次女。姉と兄がいる。
- 2016年、約2000人の応募があったウェザーニュースキャスターオーディションに合格し、ウェザーニュースキャスターとなる。オーディションに合格した同期が角田奈緒子。
- 2016年8月28日にお披露目[1]。
- 2016年10月3日に、『SOLiVE モーニング』でデビュー[2][3][4][5]。
- 2018年4月16日、ウェザーニュースLiVEにリニューアルした『ウェザーニュースLiVE・モーニング』の初回を担当[6]。
- 2019年4月18日のウェザーニュースLiVE・コーヒータイムで、同年4月25日のウェザーニュースLiVE・コーヒータイム出演を最後にウェザーニュースキャスターを卒業することを発表し、同日の出演をもって卒業。
- 2019年6月6日（日本時間）の自身のTwitterアカウントで、結婚した事とオランダでの生活を始める事を報告した。TwitterとInstagramは継続していく模様。

## 人物
- 好きな色：ピンク
- 好きな食べ物：ラデュレのマカロン
- 好きな飲み物：VOSS（ノルウェー産スパークリングウォーター）・ハーブティー（東京都千代田区ホテルニューオータニ内のみ限定商品）を常飲。
- 好きな入浴剤：SABON（イスラエル産入浴剤）を日々使用。
- 愛用している傘：英国王室御用達のFulton Umbrella。エリザベス女王陛下と同じモデルを愛用している。
- 愛用しているカメラ：キヤノン EOS Kiss Mを父親からのプレゼントとしてレンズキット込みで愛用している。
- 好きなスポーツ：父と兄の影響でEuropean Football、特にマンチェスターユナイテッドの大ファンでユニフォームを部屋に飾っている。ユニフォームは選手の直筆サイン入りで兄が英国留学から帰国した際のお土産。アメリカンフットボールが大好きで、ルールも解説できるくらい完全理解している。
- 好きなミュージシャン：自他共に認めるザ・ビートルズの大ファン。ザ・ビートルズで有名な「アビーロードスタジオ」にも訪問したことがあり、2018年11月1日に東京で行われたポール・マッカートニーのコンサートにも参戦。
- 2017年、2018年は続けて佐賀県にふるさと納税し返礼品である佐賀牛を堪能している。
- 美術館巡りが趣味で、西洋美術を好む。特に好きな画家はフランスのエドゥアール・マネ。
- ウィリアム・シェイクスピアの大ファン。

## 出演

### 過去
- SOLiVE24 各番組
- SOLiVE モーニング
- SOLiVE サンシャイン
- SOLiVE コーヒータイム
- SOLiVE アフターヌーン
- SOLiVE イブニング

ウェザーニュースLiVE
- ウェザーニュースLiVE・モーニング
- ウェザーニュースLiVE・サンシャイン
- ウェザーニュースLiVE・コーヒータイム
- ウェザーニュースLiVE・アフタヌーン
- ウェザーニュースLiVE・イブニング